# Arichanna pallidaria
Arichanna pallidaria là một loài bướm đêm trong họ Geometridae.